# Lappförsamling
Lappförsamlingar var icke-territoriella församlingar i Svenska kyrkan för den samiska befolkningen inom Jämtlands och Kopparbergs län. Dess medlemmar räknades förr inte till någon särskild socken, varför staten tog ansvar för deras fattigvård och liknande. Den präst som ansvarade för lappförsamlingarna kallades för pastor lapponum, lapparnas herde. Från 1740-talet fanns även kateketer, kringvandrande lärare, som undervisade i första hand barnen i läsning och kristendom men dessutom på sön- och helgdagar höll andaktsstunder.
Den första lappförsamlingen var Föllinge lappförsamling, som bildades 1746 genom utbrytning ur Åsele församling, som då områdesmässigt omfattade hela Åsele lappmark men i personellt hänseende också samerna i norra Jämtland. Ur Föllinge lappförsamling utbröts därefter Undersåkers lappförsamling på 1750-talet, ur vilken Hede lappförsamling i sin tur utbröts 1768. Frostvikens lappförsamling bildades 1842 genom utbrytning ur Föllinge lappförsamling, som därefter fick det nya namnet Hotagens lappförsamling. År 1925 fick Hede lappförsamling det nya namnet Tännäs lappförsamling och kom även att omfatta samerna i Idre i norra Dalarna. 1930 fanns i Frostvikens lappförsamling 147, i Hotagen 158, i Undersåker 217 och i Tännäs 200 personer – totalt 722 personer.
I lappmarkerna, det vill säga i det inre av Västerbottens och Norrbottens län, fanns inga särskilda lappförsamlingar. Där var samerna integrerade i de vanliga socknarna.
Att Jämtlandssamerna stod utanför socknarna innebar att de inte hade samma möjligheter att påverka som andra medborgare. Enligt 1862 års kommunalförordning krävdes det att man var mantalsskriven i en kommun för att besöka kommunalstämmor och delta i allmänna val till landsting och riksdag. Sedan detta uppmärksammats i samband med införandet av allmän rösträtt bestämdes den 20 maj 1927 att lappförsamlingarnas invånare skulle mantalsskrivas i de kommuner där de var bosatta.
Lappförsamlingarna upplöstes dock inte förrän den 1 januari 1942, då medlemmarna också blev kyrkobokförda i den territoriella församling där de var mantalsskrivna. 
Några kapell uppfördes vars uppgift var att i första hand tillgodose samernas religiösa behov, Handöls kapell 1804, Vallbo kapell 1863, Ankarede kapell 1896, Kolåsens kapell 1849 och Jänsmässholmens kapell 1931. Dessa kom även att kallas lappkapell.

## Befolkningsutveckling
| Befolkningsutvecklingen i lappförsamlingarna 1870–1940 | Befolkningsutvecklingen i lappförsamlingarna 1870–1940 | Befolkningsutvecklingen i lappförsamlingarna 1870–1940 | Befolkningsutvecklingen i lappförsamlingarna 1870–1940 | Befolkningsutvecklingen i lappförsamlingarna 1870–1940 |
| --- | ------------------------------------------------------ | ------------------------------------------------------ | ------------------------------------------------------ | ------------------------------------------------------ |
| |                                                        |                                                        |                                                        |                                                        |
| År |                                                        |                                                        | Folkmängd                                              |                                                        |
| 1870 | 1870                                                   |                                                        | 747                                                    |                                                        |
| 1875 | 1875                                                   |                                                        | 767                                                    |                                                        |
| 1880 | 1880                                                   |                                                        | 799                                                    |                                                        |
| 1885 | 1885                                                   |                                                        | 814                                                    |                                                        |
| 1890 | 1890                                                   |                                                        | 825                                                    |                                                        |
| 1895 | 1895                                                   |                                                        | 840                                                    |                                                        |
| 1900 | 1900                                                   |                                                        | 843                                                    |                                                        |
| 1905 | 1905                                                   |                                                        | 840                                                    |                                                        |
| 1910 | 1910                                                   |                                                        | 853                                                    |                                                        |
| 1915 | 1915                                                   |                                                        | 862                                                    |                                                        |
| 1920 | 1920                                                   |                                                        | 809                                                    |                                                        |
| 1925 | 1925                                                   |                                                        | 805                                                    |                                                        |
| 1930 | 1930                                                   |                                                        | 720                                                    |                                                        |
| 1935 | 1935                                                   |                                                        | 713                                                    |                                                        |
| 1940 | 1940                                                   |                                                        | 673                                                    |                                                        |
| Anm: Källa: SCB - Befolkning 1851-1910 (BiSOS A), Demografiska databasen, CEDAR, Umeå universitet: ”Summariska folkmängdsdatabasen”, Riksarkivet - Summariska folkmängdsredogörelser. |                                                        |                                                        |                                                        |                                                        |